# Норфолк (переписна місцевість, Нью-Йорк)
Норфолк (англ. Norfolk) — переписна місцевість (CDP) в США, в окрузі Сент-Лоуренс штату Нью-Йорк. Населення — 1238 осіб (2020).

## Географія
Норфолк розташований за координатами 44°47′19″ пн. ш. 74°59′17″ зх. д. / 44.78861° пн. ш. 74.98806° зх. д. (44.788637, -74.988027).  За даними Бюро перепису населення США в 2010 році переписна місцевість мала площу 7,29 км², з яких 7,00 км² — суходіл та 0,29 км² — водойми.

## Демографія
Згідно з переписом 2010 року, у переписній місцевості мешкало 1327 осіб у 563 домогосподарствах у складі 336 родин. Густота населення становила 182 особи/км².  Було 610 помешкань (84/км²).
Расовий склад населення:
| - 96,8 % — білих - 0,5 % — корінних американців - 0,3 % — чорних або афроамериканців - 0,1 % — вихідців з тихоокеанських островів - 0,1 % — азіатів |

До двох чи більше рас належало 2,3 %. Частка іспаномовних становила 0,9 % від усіх жителів.
За віковим діапазоном населення розподілялося таким чином: 22,8 % — особи молодші 18 років, 59,3 % — особи у віці 18—64 років, 17,9 % — особи у віці 65 років та старші. Медіана віку мешканця становила 39,0 року. На 100 осіб жіночої статі у переписній місцевості припадало 98,1 чоловіків;  на 100 жінок у віці від 18 років та старших — 94,1 чоловіків також старших 18 років.
Середній дохід на одне домашнє господарство  становив 43 123 долари США (медіана — 31 406), а середній дохід на одну сім'ю — 54 777 доларів (медіана — 59 063). Медіана доходів становила 29 083 долари для чоловіків та 30 920 доларів для жінок. За межею бідності перебувало 24,2 % осіб, у тому числі 27,3 % дітей у віці до 18 років та 0,0 % осіб у віці 65 років та старших.
Цивільне працевлаштоване населення становило 609 осіб. Основні галузі зайнятості: освіта, охорона здоров'я та соціальна допомога — 38,1 %, мистецтво, розваги та відпочинок — 15,1 %, роздрібна торгівля — 12,5 %.